# Matchless Model 35/C
De Matchless modellen 35/C en 35/C De Luxe waren motorfietsen die het Britse merk Matchless in 1935 uitbracht.

## Matchless Model 35/C
Na de mislukking van de dure twee- en viercilinders Matchless Silver Arrow en Matchless Silver Hawk bracht Matchless in 1935 een aantal veel eenvoudiger modellen met eencilindermotoren uit: het 500cc-Matchless Model 35/CS met kopklepmotor, het 500cc-Matchless Model 35/D5 met zijklepmotor, het 500cc-sportmodel Matchless Model 35/D80 met kopklepmotor en het 600cc-Matchless Model 35/C. In al deze typebenamingen stond het getal voor het bouwjaar 1935. 
Dit was de zwaarste eencilinder en de machine was nadrukkelijk ook bedoeld als betaalbare zijspantrekker. De echte zware zijspantrekker was het 1.000cc-V-twin-Model 35/X4.
Het Model 35/C had een eencilinder zijklepmotor met twee kleppen en twee vliegwielen om een soepele motorloop te garanderen. Het starten met de kickstarter werd vereenvoudigd met een handbediende kleplichter. De motor had een dry-sump-smeersysteem waarvan de 2,3-liter olietank onder het zadel zat. De Matchless-versnellingsbak had vier handbediende versnellingen en werd aangestuurd door een ketting die in een oliebad liep. De voorvork was een Webb-type-parallellogramvork met een (frictie)-stuurdemper. Ook de beide schokdempers waren frictiedempers. De machine had geen achtervering. Dat was ook nog niet gebruikelijk. Hoewel Matchless op de dure Silver Arrow/Silver Hawk cantilever-vering had toegepast, was dit systeem - zeker in de crisisjaren - te duur. De stalen wielnaven liepen in naaldlagers en de velgen waren verchroomd. Het achterwiel kon verwijderd worden zonder de kettingaandrijving of de remstang los te maken. De achterste trommelrem was van een chroomlegering, de voorste was voorzien van koelribben. Het Model 35/C had standaard al een middenbok en een wielstandaard bij het voorwiel en een Lucas-magdyno met elektrische verlichtingsset.

## Model 35/C De Luxe
Het Model 35/C De Luxe had chroomrandjes langs de spatborden, een Lucas-magdyno met een grotere koplamp, een elektrische claxon, een snelheidsmeter, een oliepeilglas, een ontstekingsschakelaar en op het stuur een verlicht instrumentenpaneel. 